# Fernando Viegas
Fernando Brüggemann Viegas de Amorim (Santos, 1 de agosto de 1925 — Florianópolis, 8 de setembro de 1987) foi um político brasileiro.

## Vida
Filho de Narbal Viegas de Amorim e de Helyetti Brüggemann Viegas de Amorim. Casou com Bernadete Garofallis Viegas de Amorim.

## Carreira
Foi deputado à Assembleia Legislativa de Santa Catarina na 4ª legislatura (1959 — 1963), como suplente convocado, na 5ª legislatura (1963 — 1967), eleito pela União Democrática Nacional (UDN), e na 6ª legislatura (1967 — 1971), eleito pela Aliança Renovadora Nacional (ARENA). Foi cassado pelo AI-5.